# Víctor Eguiguren Escudero
Víctor Eguiguren Escudero (Piura, 15 de junio de 1852 - Distrito de Barranco, 9 de agosto de 1919), fue un hacendando, diplomático, político, naturalista e historiador peruano.

## Biografía
Hijo de don Vicente Eguiguren Riofrío (n. Loja 22.07.1819 f. en Piura 8.05.1884) y doña Antonia Escudero y Valdivieso (n. 13.11.1826 en Piura y f. en Piura el 23.3.1889). Vicente Eguiguren Riofrío fue un importante hacendado, quien donó alguna de sus tierras del alto Piura para que se pueda fundar la ciudad de Chulucanas.
Hizo sus primeros estudios en el Colegio San Miguel de Piura. Luego ahí, en 1874, sería profesor.  Cursó la secundaria en el Colegio del Seminario de Lima. En la Universidad de San Marcos estudió Derecho, recibiéndose como Abogado el 2 de noviembre de 1875.
Las elecciones políticas de 1878 lo llevaron a la Cámara de Diputados del Congreso del Perú, representando a Piura junto con don Miguel Grau Seminario. El 31 de julio de 1879, fue uno de los ocho diputados que presentaron el proyecto de ley que proponía al Congreso:
1° Elevar a la alta clase de Contralmirante de la Escuadra Nacional al capitán de navío D. Miguel Grau .
2° Conceder a los jefes, oficiales y tripulación del monitor Huáscar una medalla de honor , por los hecho gloriosos del 21 de mayo y 9 de julio.
En 1881, representando a Piura, fue incorporado al Congreso de Chorrillos, convocado por don Francisco García Calderón en los álgidos momentos de la ocupación de Lima por el ejército chileno. Entonces fue Secretario de dicho Congreso.
En 1884 fue Prefecto de Piura. Luego, hasta 1895, se alejó de la vida política y “se consagró en Piura al servicio de la localidad, al desarrollo de sus intereses agrícolas, y a su profesión de abogado, colaborando también en el periodismo local, y en el de Lima. Sus defensas jurídicas son bien construidas y muy justamente apreciadas en Piura y también en Lima”.
En 1895 fue Secretario de la Junta de Gobierno presidida por don Manuel Candamo. La instalación de esta junta significó el fin de los combates ocurridos en las calles de Lima entre las fuerzas del gobierno que presidía el Mariscal Andrés A. Cáceres y los insurgentes demócratas que ingresaron a Lima liderados por don Nicolás de Piérola. La junta asumió el gobierno del Perú desde el 20 de marzo de hasta el 8 de septiembre de 1895.
En la Legislatura de 1895 a 1899, representando a Piura, se incorporó al Senado, en el que tuvo el cargo de Secretario. Gobernaba el Perú don Nicolás de Piérola. Luego volvió a ser Senador por el Departamento de Piura desde 1915 hasta 1918, durante el segundo gobierno de don José Pardo y Barreda.
En 1899 representó al Perú como Embajador y Ministro Plenipotenciario en Argentina."Allí fue muy apreciado por su cultura y don de gentes por el expresidente Bartolomé Mitre, por el Presidente de la época General Julio Argentino Roca y por el Canciller Antonio Sagarna".
También fue Embajador y Ministro Plenipotenciario del Perú en EE. UU.
En Piura fue: Alcalde del Concejo Provincial, Presidente de la Junta Departamental, Prefecto del Departamento (1884) y Director de la Sociedad de Beneficencia Pública. 
Se le ha honrado en la ciudad de Piura, poniéndole su nombre al malecón ribereño situado en la margen derecha del río Piura. En la ciudad de Chulucanas uno de los estadios deportivos lleva su nombre: Estadio Víctor Eguiguren.

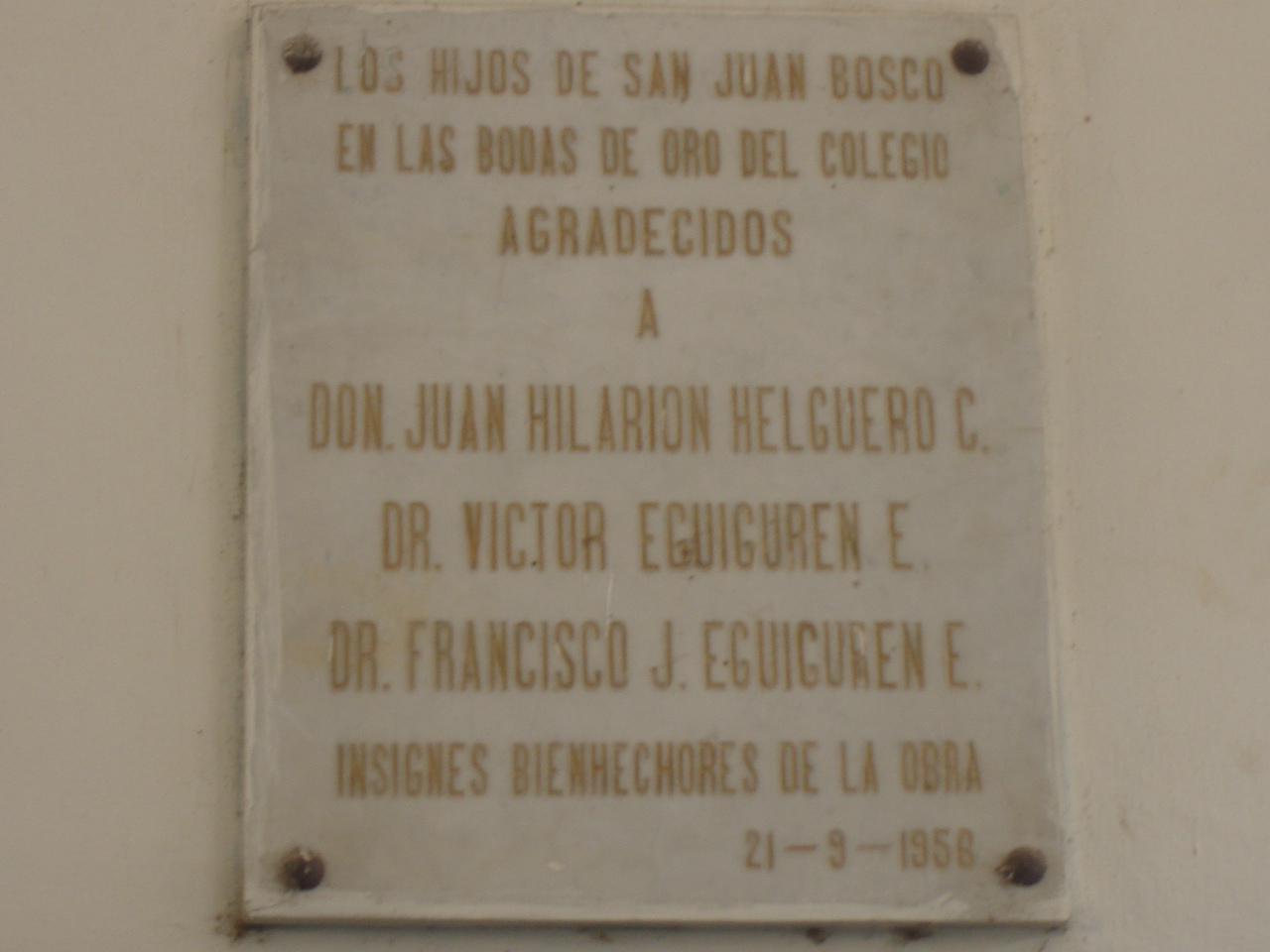
Víctor Eguiguren Escudero, placa recordatoria de su generosidad con Piura

Una placa recordatoria en el zaguán del antiguo Colegio Salesiano de Piura recuerda su generosidad con esta labor educativa. Obsequió una gran extensión de terreno en el distrito de Castilla donde hoy funciona el Colegio.
Durante muchos años la placa de bronce que se muestra en la foto adjunta lució en la calle Lima de Piura recordando el centenario de su nacimiento. La placa fue obra del célebre escultor piurano, nacido en La Huaca, Luis Felipe Agurto Olaya. La antigua casona Eguiguren, muestra de la arquitectura republicana en Piura, estuvo ornada por este recuerdo de Víctor Eguiguren, hasta que finalmente la casa se derruyó hacia el año 2005, después de sufrir las lluvias de 1998. En esta casa vivió hasta poco antes de su deceso don Víctor Eguiguren.

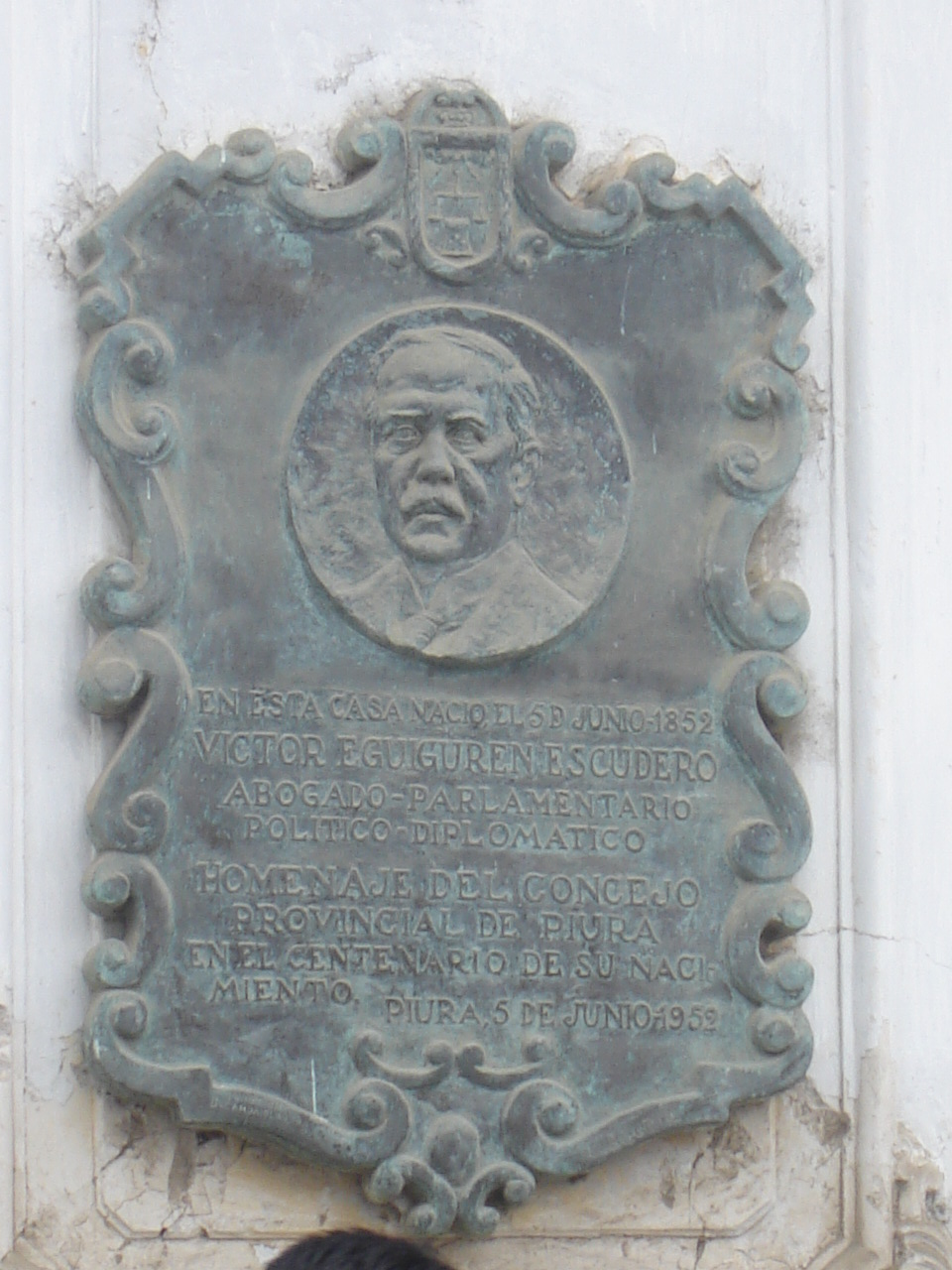
Víctor Eguiguren Escudero, placa recordatoria del centenario de su nacimiento que estuvo al lado de la entrada de la Casa Eguiguren de la Calle Lima en Piura

Falleció soltero en el distrito de Barranco en Lima el 9 de agosto de 1919 de reblandecimiento cerebral a los 67 años, en la residencia de su sobrino don Miguel Checa Eguiguren. Luego esta casa pasó a ser la residencia del Embajador de España en el Perú. Fue enterrado en el mausoleo de la familia Eguiguren en el Cementerio de San Teodoro en Piura.

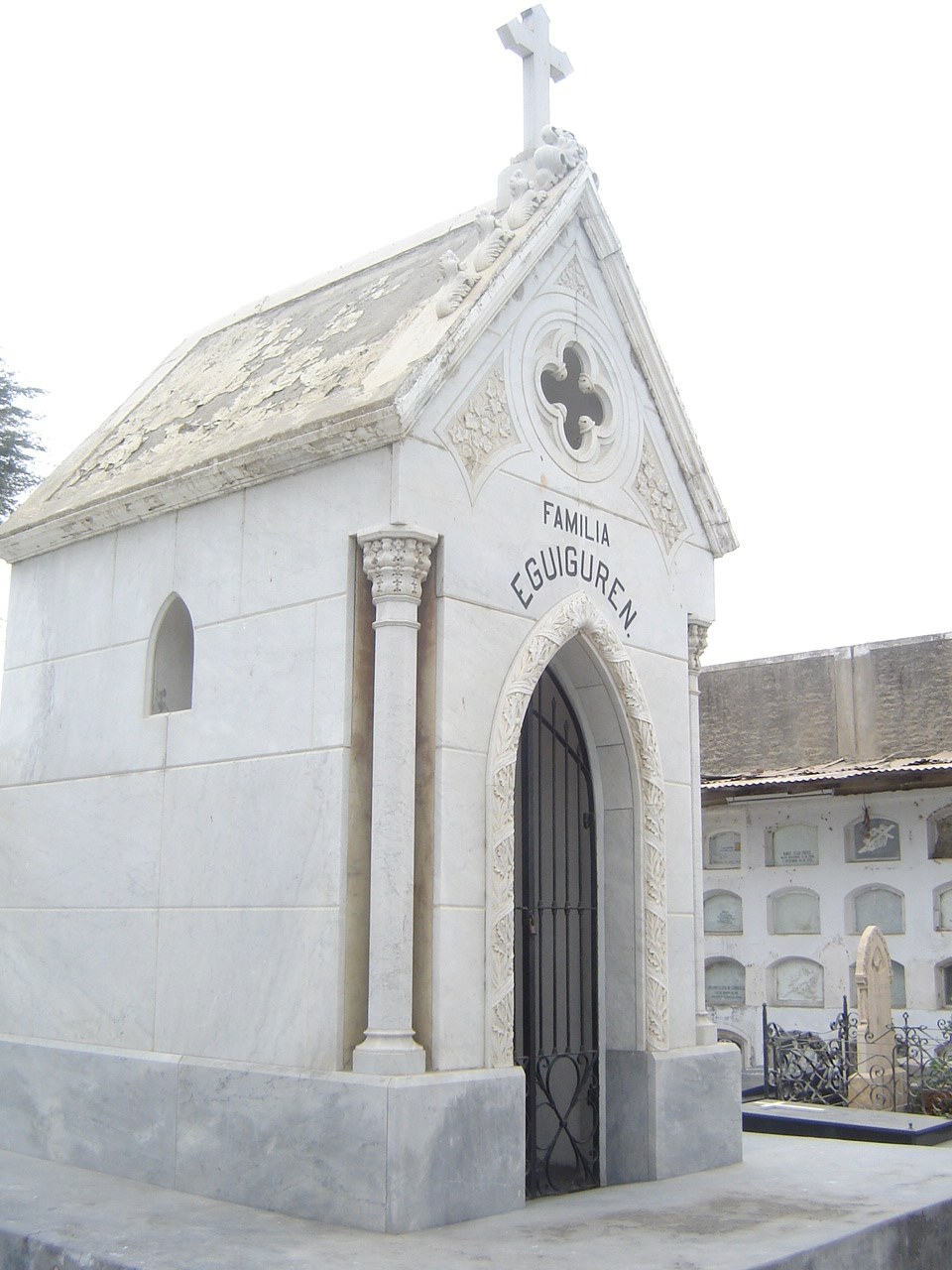
Sepultura de Víctor Eguiguren Escudero y su familia, Cementerio de San Teodoro de Piura

## Publicaciones[16]
Fue publicada, en 1873, su tesis para obtener el grado de Bachiller en la Facultad de Jurisprudencia de la Universidad de San Marcos. Sobre la sociedad legal consiguiente al matrimonio en la legislación peruana.
Entre sus numerosos artículos y ensayos sobresalen su trabajo histórico: Fundación y traslaciones de la ciudad de San Miguel de Piura, su artículo científico "Las Lluvias en Piura", que le valió para ser incorporado en la Sociedad Geográfica de Lima y sus "Estudios sobre la riqueza territorial en la provincia de Piura". Además es autor de Estudios demográficos de la ciudad de Piura, Las industrias en Piura y Levantamiento del lecho del río Piura (marzo de 1894).
Entre sus obras también se cuenta, respecto al petróleo de Talara y los derechos de su explotación: Documentos justificativos de los derechos de The London and Pacific Petroleum Company, Limited y opiniones de los doctores Víctor Eguiguren, Luis Felipe Villarán, Alejandro Arenas, Augusto S. Albarracin, Manuel Pablo Olachea, Estanislao Pardo Figueroa, Domingo M. Almenara y Luciano Benjamin Cisneros.
Es de interés su artículo publicado en el El Comercio de Lima el 13 de abril de 1891 sobre los efectos de las lluvias de 1891 en la ciudad de Piura y la región.

## Las Lluvias en Piura y su prevención
Sus observaciones sobre las lluvias en Piura lo han llevado a ser reconocido como un pionero de los estudios sobre el Fenómeno El Niño.

“...Eguiguren hace un estudio exhaustivo de más de una decena de cronistas y estudiosos del siglo XVI al XIX. Se puede decir que no hay pasaje de la historia que haga mención al clima de Piura que haya escapado a sus notas y comentario en el trabajo indicado. Basado en numerosas acotaciones, Eguiguren defiende la tesis de que las lluvias en Piura han venido incrementándose en intensidad y frecuencia, con un máximo en los 30 últimos años anteriores a la publicación de su trabajo”.

“La ciudad de Piura no tiene condiciones naturales de drenaje. Eguiguren, que fue testigo presencial de los daños de las lluvias de 1891, (...) y quizá fue el promotor del equipo de observaciones meteorológicas hechas desde el Colegio San Miguel a fines del siglo XIX (...) pensó de inmediato en una solución, que puesta en práctica hubiese evitado los males de 2017.
En 1894, Víctor Eguiguren propuso la construcción de no menos de 15, y no más de 20 represas pequeñas y regulares, algunas ubicadas en las quebradas, evitando que el agua llegue al río Piura, y no afectara a Chulucanas, Tambogrande, Piura, Catacaos y otras poblaciones en las grandes avenidas”.